# Sárosi Árpád
Sárosi Árpád, Saritsák (Kassa, 1864. június 16. – Kassa, 1930. április 18.) újságíró, költő, rendőrségi fogalmazó.

## Élete
Iskoláit Kassán és Iglón végezte. 1888-ban Kassán a városi rendőrségnél nyert alkalmazást; majd ugyanott rendőrfogalmazó volt. Saritsák családi nevét 1885-ben változtatta Sárosira. A kassai írók és hírlapírók otthonának és a kassai irodalmi társaságnak választmányi tagja volt.
Az Abauj-Kassai Közlönynek belmunkatársa; a Pesti Naplónak 1892-től 1896-ig kassai levelezője volt. Tárcái, elbeszélései és költeményei a vidéki lapokban, úgyszintén a Budapestben, Képes Családi Lapokban (1886-87., 1890-91. költ.), Budapesti Hirlapban, Vasárnapi Ujságban, Magyar Szemlében, Divat-Szalonban, Magyar Nők Lajában, Fővárosi Lapokban, Irodalmi Kertben, Függetlenségben, Ország-Világban (1897. Maupassant, A nagyapa, ford.); a Magyarország vármegyéi és városai. Abauj-Torna vármegye és Kassa c. monográfiában (Bpest, 1896. Kassa közigazgatása, Kassai népszokások és babonák) sat. Az Üstökösnek és Bolond Istóknak több évig munkatársa volt.
Álnevei: Bibulusz, Sári (humorisztikus cikkei és költeményei alatt).

## Munkái
- Költemények. Kassa, 1887. (Ism. Kassai Szemle 14. sz.)
- Ifjú évek. Költemények. Uo. 1891. (Ism. Budapesti Hirlap 352. sz., 1892. Vasárnapi Ujság 5. sz., Élet 333. l.)
- A sapka, víg monológ. Uo. 1893.
- Hernád mellől. Elbeszélések. Uo. 1894. (Többek társaságában.)
- Vidéki költők albuma. Vidéken élő magyar írók műveiből; összeáll. Just Béla, Kovács Árpád, Sárosi Árpád; s.n., Kassa, 1896
- Teréz. Költemények. Uo. 1901.
- Oktató könyv a vidéki rendőrlegénység részére. Eperjes, 1903. (Stephány Nándor városi rendőrkapitánnyal együtt.)
- Én már elindultam. Újabb versek; Kassai Hírlap, Kassa, 1918
- Áldozom a napnak. Versek; sajtó alá rend. Sziklay Ferenc; Kazinczy Kiadóvállalat, Kassa, 1931